# 300128 Panditjasraj
300128 Panditjasraj este o planetă minoră (asteroid) din centura de asteroizi. A fost descoperită pe 11 noiembrie 2006 la Mount Lemmon⁠(d) de Mount Lemmon Survey⁠(d). 
Obiectul prezintă o orbită caracterizată de o semiaxă mare de 3,0391240377037 UAi, o excentricitate de 0,057694598068004, o înclinație de 0,91944419096525 ° în raport cu ecliptica.